# ヤン1世 (ホラント伯)

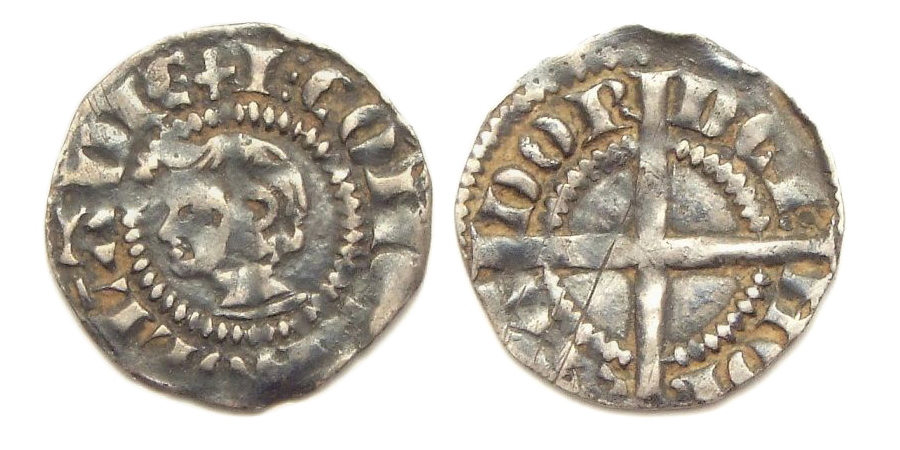
ヤン1世の肖像が刻まれたコイン

ヤン1世（Jan I, 1284年 - 1299年11月10日）は、ホラント伯（在位：1296年 - 1299年）。ホラント伯フロリス5世とベアトリス・ド・フランドルの息子。父の暗殺後に伯位を継承した。

## 生涯
彼の誕生直後、1285年4月に父フロリス5世とイングランド王エドワード1世の間で交渉が行われ、ヤン1世はエドワード1世の娘エリザベスと婚約した。1291年より幼いヤンはイングランドに送られ、エドワードの宮廷で育てられて教育を受けた。1296年、ヤンの父フロリス5世が殺害された後、エドワード1世はヤンをホラントに帰すことをためらい、ホラントからレーネスセ領主ヤン3世やヴォルフェルト1世・ファン・ボルセレンなど、多くの貴族をイングランドに招いた。1297年1月7日、ヤンはエリザベスと結婚し、1月末にホラントに戻ることを許可されたが、妃は伴わず、王が選んだ参事官を伴うという約束の下であった。約1年後の1297年11月10日、ヤンはゼーラントで妃を迎えることができた。
当初、ヤン1世は完全にヤン3世・ファン・レーネスセの影響下にあった。しかし、1297年4月30日にレーネスセとヴォルフェルト1世・ファン・ボルセレンの間で権力争いが起こった後、ヤン1世は15歳の誕生日まで統治をボルセレンに委ねた。しかしドルトレヒト議会との衝突の後、1299年8月1日にボルセレンはデルフトで殺害された。この後、各都市はエノー伯ジャン2世を摂政に任命し、1299年10月27日にヤン1世は統治を5年間ジャン2世に委ねた。その2週間後、ヤン1世は赤痢により（毒殺とも）15歳で亡くなり、ホラント家は断絶した。
ヤン1世には継承者がいなかったため、ホラント伯位はヤン1世の大叔母アレイド・ファン・ホラントの息子であるエノー伯ジャン2世（ホラント・ゼーラント伯ヤン2世）が継承した。これは、バイエルン時代が終わるまで続くホラント伯領とエノー伯領の同君連合の基礎となった。妃エリザベスは1300年夏にイングランドに戻った。寡婦財産の支払いの取り決めがなされたのは1309年のことであった。